# Liste der Kulturdenkmäler in Wallenrod
Die folgende Liste enthält die in der Denkmaltopographie ausgewiesenen Kulturdenkmäler auf dem Gebiet des Ortsteils Wallenrod der  Stadt Lauterbach, Vogelsbergkreis, Hessen.
Hinweis: Die Reihenfolge der Denkmäler in dieser Liste orientiert sich an der Anschrift, alternativ ist sie auch nach der Bezeichnung, der vom Landesamt für Denkmalpflege vergebenen Nummer oder der Bauzeit sortierbar.
Kulturdenkmäler werden fortlaufend im Denkmalverzeichnis des Landes Hessen durch das Landesamt für Denkmalpflege Hessen auf Basis des Hessischen Denkmalschutzgesetzes (HDSchG) geführt. Die Schutzwürdigkeit eines Kulturdenkmals hängt nicht von der Eintragung in das Denkmalverzeichnis des Landes Hessen oder der Veröffentlichung in der Denkmaltopographie ab.

| Bild                                | Bezeichnung                         | Lage                                                                  | Beschreibung | Bauzeit                | Objekt-Nr. |
| ----------------------------------- | ----------------------------------- | --------------------------------------------------------------------- | --- | ---------------------- | ---------- |
| Bahnhof                             | Bahnhof                             | Alte Bahnhofstraße 12 LageFlur: 5, Flurstück: 102/6, 102/7 und 103/1  | Das zweigeschossige Bahnhofsgebäude blieb als für die Entstehungszeit der Bahnlinie typisch schlichter Putzbau im Wesentlichen erhalten. | 1871                   | 66752 DDB  |
| Güterschuppen                       | Güterschuppen                       | Alte Bahnhofstraße 12A LageFlur: 5, Flurstück: 102/6, 102/7 und 103/1 | Dem Bahnhof gegenüberliegender kleiner Güterschuppen als konstruktiver Fachwerkbau mit Backsteinausfachung. | 1871                   | 66752 DDB  |
| weitere Bilder                      |                                     | Am Eisenberg 1 LageFlur: 1, Flurstück: 306/3                          | Aus dem späten 19. Jahrhundert stammt das großvolumige, giebelständige Fachwerkwohnhaus eines ehemaligen landwirtschaftlichen Anwesens. | Ende 19. Jahrhundert   | 66754 DDB  |
|                                     |                                     | Am Eisenberg 4 LageFlur: 1, Flurstück: 273/3                          | Giebelständiger Wohnteil eines ehemaligen landwirtschaftlichen Anwesens in städtebaulich hervorragender Situation. | 1900                   | 66756 DDB  |
| weitere Bilder                      |                                     | Am Eisenberg 6 LageFlur: 1, Flurstück: 276/4                          | Von der Straße stark zurückgesetzter traufständiger Streckhof. | Ende 17. Jahrhundert   | 66758 DDB  |
|                                     |                                     | Eckweg 1 LageFlur: 1, Flurstück: 186/5                                | Giebelständige Streckhofanlage, die sich in verschiedenen Bauphasen des 19. Jahrhunderts am nordöstlichen Rand des historischen Dorfkerns entwickelt hat. | 1900                   | 66760 DDB  |
|                                     |                                     | Engerweg 2 LageFlur: 1, Flurstück: 40                                 | Von der Straße „Oberdorf“ stark zurückgesetzter, gut erhaltener Streckhof, giebelständig zum Engerweg, der Wohnteil von der Straße abgewandt. | Ende 18. Jahrhundert   | 66762 DDB  |
| weitere Bilder                      | Friedhof                            | Friedhofstraße 32 LageFlur: 3, Flurstück: 27/1                        | Der Haupteingang des nördlich des Dorfes gelegenen Friedhofs wird von zwei einfachen Sandsteinpfosten gerahmt, die mit der Jahreszahl 1834 auf die Verlegung des Begräbnisplatzes nach außerhalb des Dorfes verweisen.                                                             | 1834                   | 66764 DDB  |
| Bild gesucht BW                     | Gesamtanlage                        | Gesamtanlage Wallenrod Lage                                           | Zentrum des Dorfes und der Gesamtanlage Wallenrod ist die etwas erhöht liegende Kirche mittelalterlichen Ursprungs mit dem sich ihr nach Süden und Osten (in nicht mehr ursprünglichem Umfang) anschließenden Kirchhof.                                                            |                        | 66750 DDB  |
| weitere Bilder                      | Evangelische Pfarrkirche            | Helmut-Caspar-Weg 1 LageFlur: 1, Flurstück: 241                       | Ältester Teil der Kirche ist der nur im Erdgeschoss erhaltene hochgotische Chorturm über etwa quadratischem Grundriss. Er enthält wohl noch ältere Rudimente. Nach Osten ist er durch ein kleines Spitzbogenfenster geöffnet, nach Norden und Süden durch kleine Rundbogenfenster. | 1609                   | 66766 DDB  |
| Ehemaliges Gemeindewirtshaus        | Ehemaliges Gemeindewirtshaus        | Helmut-Caspar-Weg 2 LageFlur: 1, Flurstück: 324/5                     | Gegenüber der Kirche in Eckposition zur Straße Unterdorf gelegen, ist als ehemaliges, 1910 privatisiertes Gemeindewirtshaus „Zum Stern“ von besonderer ortsgeschichtlicher Bedeutung.                                                                                              | 1625 bis 1675          | 66768 DDB  |
| weitere Bilder                      | Ehemalige Schule                    | Helmut-Caspar-Weg 3 LageFlur: 1, Flurstück: 249/1                     | 1880/81 gegenüber der Kirche errichteter großer zweigeschossiger Bau. | 1880                   | 66770 DDB  |
| weitere Bilder                      |                                     | Hinter der Kirche 8 LageFlur: 1, Flurstück: 255/1                     | Traufseitig erschlossenes, zweigeschossiges Wohnhaus noch des 18. Jahrhunderts, verschindelt, mit zwei sich ähnelnden historistischen Eingangstüren. | Ende 18. Jahrhundert   | 66772 DDB  |
| Bild gesucht BW                     |                                     | Oberdorf 4 LageFlur: 1, Flurstück: 352                                | Traufständiger Streckhof mit Wohnteil auf der rechten Seite. | Anfang 18. Jahrhundert | 66774 DDB  |
| weitere Bilder                      |                                     | Oberdorf 17 LageFlur: 1, Flurstück: 50/1                              | Zu Anfang des 20. Jahrhunderts zum Winkelhof ausgebautes Anwesen, dessen ältester Teil das zur Straße giebelständige Wohnhaus ist. | 1695                   | 66778 DDB  |
|                                     |                                     | Oberdorf 6 und 6A LageFlur: 1, Flurstück: 355/2 und 355/3             | Der traufständige Streckhof schließt nach rechts mit dem Wohnbereich ab. Dieser, ursprünglich offensichtlich ein Wohn-Stall-Haus, stellt zugleich den ältesten Teil des Anwesens dar.                                                                                              | 1725 bis 1775          | 66776 DDB  |
| Backhaus des Oberdorfes             | Backhaus des Oberdorfes             | Unterdorf 2 LageFlur: 1, Flurstück: 309/1                             | Eingeschossiger, etwa quadratischer Bau aus der zweiten Hälfte des 19. Jahrhunderts, errichtet aus flachen Basaltsteinen mit angedeutetem Sockel und niedrigem Zeltdach. | 1825 bis 1875          | 66780 DDB  |
| Pfarrhaus                           | Pfarrhaus                           | Unterdorf 5 LageFlur: 1, Flurstück: 331/4                             | Wohnhaus und Wirtschaftsgebäude des Pfarrers wurden 1834/35 unter Leitung von Kreisbaumeister Rasor erbaut. | 1834                   | 66782 DDB  |
| Pfarrscheune                        | Pfarrscheune                        | Unterdorf 5 LageFlur: 1, Flurstück: 331/4                             | Die Pfarrscheune ist ein teils erneuerter und erweiterter Bau in konstruktivem Fachwerk, die untere Hälfte ihrer Ostwand besteht aus Sandsteinquaderwerk. | 1834                   | 66782 DDB  |
|                                     |                                     | Unterdorf 13 LageFlur: 1, Flurstück: 108/1                            | Gut erhaltener, repräsentativ ausgestalteter Bauernhof des späten 19. Jahrhunderts. | 1895                   | 66784 DDB  |
| Öffentliche Waage                   | Öffentliche Waage                   | Unterdorf 16 LageFlur: 1, Flurstück: 235/2                            | Kleiner, verbretterter Bau unter Satteldach, entstanden wohl in den 1930er Jahren, mit außen zu benutzender Wiegeeinrichtung für Vieh wie auch für Fuhren. | 1930                   | 66786 DDB  |
|                                     |                                     | Unterdorf 28 LageFlur: 1, Flurstück: 225/5                            | Das traufständige, dreizonige Wohn-Stallhaus zeigt als eines von wenigen im Bereich des Unterdorfes seine Fachwerkkonstruktion, die durch dreiviertelhohe Streben und zweifache Verriegelung stabilisiert wird.                                                                    | 1812                   | 66790 DDB  |
| Ehemaliges Backhaus des Unterdorfes | Ehemaliges Backhaus des Unterdorfes | Unterdorf 17A LageFlur: 1, Flurstück: 118/5                           | Nach gleichem Plan wie das Backhaus des Oberdorfes (Unterdorf 2), jedoch mit zwei Eingängen versehen und heute nicht mehr in ursprünglicher Nutzung. |                        | 66788 DDB  |

- Karte mit allen Koordinaten der Denkmäler:
- OSM |
- WikiMap